# Hong Myeong-bo
Hong Myeong-bo (tiếng Hàn: 홍명보, Hanja: 洪明甫, Hán-Việt: Hồng Minh Phủ, sinh ngày 12 tháng 2 năm 1969 tại Seoul) là huấn luyện viên và cựu cầu thủ bóng đá người Hàn Quốc. Ông là huấn luyện viên trưởng hiện tại của đội tuyển bóng đá quốc gia Hàn Quốc. Hong được xem là một trong những cầu thủ bóng đá châu Á vĩ đại nhất mọi thời đại. Thời còn là cầu thủ, ông thường thi đấu ở vị trí trung vệ hoặc hậu vệ cánh. Hong là thành viên của đội tuyển Hàn Quốc tham dự 4 kỳ World Cup và cũng là cầu thủ người châu Á đầu tiên tham dự 4 vòng chung kết World Cup liên tiếp. Năm 2004, ông kết thúc sự nghiệp thi đấu của mình tại Los Angeles Galaxy. Tháng 3 năm này, ông được bầu chọn vào danh sách FIFA 100. Trong suốt sự nghiệp của mình, Hong thi đấu tổng cộng 135 trận cho đội tuyển quốc gia và ghi được 9 bàn thắng.

## Sự nghiệp

### World Cup 1990
Hong xuất hiện lần đầu ở vòng chung kết World Cup 1990 trên đất Ý. Ông chơi cả ba trận cho Hàn Quốc, gặp các đối thủ lần lượt là Bỉ, Tây Ban Nha và Uruguay. Hàn Quốc thua cả ba trận và phải sớm dừng bước từ vòng bảng.

### World Cup 1994
Tài năng của Hong được thể hiện đáng kể ở vòng bảng ở kỳ World Cup này. Trong trận gặp Tây Ban Nha, Hàn Quốc bị dẫn 0-2 chỉ sau 5 phút nhưng sau đó chính Hong đã ghi bàn rút ngắn tỉ số 1-2 và rồi ông lai tung một đường chuyền tạo cơ hội cho Seo Jung-Won ghi bàn gỡ hòa cho Hàn Quốc. Hai tuần sau đó, đội đối đầu với Đức- đương kim vô địch với các danh thủ nổi tiếng thế giới Jürgen Klinsmann, Jürgen Kohler, Matthias Sammer, Rudi Völler và Lothar Matthäus. Hàn Quốc bị dẫn 3-0 trong hiệp 1, vào hiệp 2 tiền đao Hwang Sun-hong đã ghi 1 bàn, đó là tất cả những gì đội làm được và phải chịu thất bại.

### World Cup 1998
Đây là lần thứ 3 Hong xuất hiện ở World Cup, ông thi đấu cả ba trận của Hàn Quốc với México, Hà Lan và Bỉ. Một lần nữa đội phải dừng bước ở vòng bảng sau 1 trận hòa và 2 trận thua.

### World Cup 2002
Đây là kỳ World Cup rất thành công của Hàn Quốc, với lợi thế sân nhà đội đã thi đấu bùng nổ giành ngôi đầu bảng D có Mỹ, Bồ Đào Nha và Ba Lan. Ở vòng 16 đội, Hàn Quốc xuất sắc vượt qua Ý và sau đó tiếp tục loại Tây Ban Nha ở tứ kết trên chấm 11m. Trong trận bán kết đội tuyển của Hong đã chịu thua sát nút 0-1 trước Đức. Với tư cách là đội trưởng đội tuyển và chơi rất thành công, Hong được bầu là cầu thủ hay thứ 3 ở giải đấu đó.

## Danh hiệu cá nhân
- FIFA 100: 2004
- Quả bóng đồng World Cup: 2002
- Đội hình tiêu biểu World Cup: 2002
- Đội hình tiêu biểu: 2000
- Đội hình tiêu biểu giải vô địch Nhật Bản: 2000
- Đội hình tiêu biểu giải vô địch Hàn Quốc: 1996, 1995, 1994, 1992

## Bàn thắng quốc tế
| # | Ngày       | Trận gặp          | Kết quả   | Giải                              |
| - | ---------- | ----------------- | --------- | --------------------------------- |
| 1 | 1990-08-03 | Trung Quốc        | 1-1 (5-4) | Dynasty Cup 1990                  |
| 2 | 1992-08-24 | CHDCND Triều Tiên | 1-1       | Dynasty Cup 1990                  |
| 3 | 1993-05-13 | Ấn Độ             | 3-0       | World Cup 1994                    |
| 4 | 1993-10-19 | Iraq              | 2-2       | World Cup 1994                    |
| 5 | 1994-06-05 | Ecuador           | 1-2       | Giao hữu                          |
| 6 | 1994-06-17 | Tây Ban Nha       | 2-2       | World Cup 1994                    |
| 7 | 1994-06-27 | Đức               | 2-3       | World Cup 1994                    |
| 8 | 1994-09-11 | Ukraina           | 1-0       | Giao hữu                          |
| 9 | 1996-08-08 | Đài Bắc Trung Hoa | 2-0       | Vòng loại Cúp bóng đá châu Á 1996 |